# Karl Theodor Schmidt (Bibliothekar)
Karl Theodor Schmidt (* 27. Mai 1884 in Grünberg; † 7. Juli 1969 in Karlsruhe) war ein deutscher Bibliothekar.

## Leben
Schmidt war der Sohn des Apothekers Georg Schmidt und seiner Frau Mathilde, geb. Limpert. Er besuchte das Gymnasium in Darmstadt und studierte anschließend Mathematik, Physik, Chemie und Mineralogie in Darmstadt, München, Berlin und Gießen. 1906 schloss er mit dem Staatsexamen ab, 1908 wurde er promoviert. 1906 trat er als Volontär in den Dienst der Hochschulbibliothek Darmstadt, bevor er 1913 Hilfsbibliothekar an der Deutschen Bücherei in Leipzig wurde. Dort stieg er 1914 zum Bibliothekar und zum Stellvertreter des Direktors auf. 1916 leitete er den Umzug der Bibliothek in ihr neues Gebäude und wurde hierfür vom Wehrdienst beurlaubt. Im gleichen Jahr ging er dann als Direktor an die Bibliothek der Technischen Hochschule in Karlsruhe. Aufgrund seines erneuten Kriegsdienstes konnte er dieses Amt jedoch erst 1919 aufnehmen. Schmidt blieb Bibliotheksdirektor an der TH Karlsruhe bis zu seinem Ruhestand 1951 (geschäftsführend noch bis 1952). Er war Mitglied des Badischen Beirats für Bibliotheksangelegenheiten. Nach 1945 baute er die Bibliothek wieder auf und stellte die Aufstellung auf ein numerus currens-System um. Innerhalb der Hochschule war Schmidt Mitglied des Großen Rates der TH und Redakteur des Vorlesungsverzeichnisses. 1959 wurde er zum Ehrenbürger der TH Karlsruhe ernannt.

## Schriften
- Über die Zerlegung des n-dimensionalen Raumes in gitterförmig angeordnete Würfel. In: Schriften des Mathematischen Seminars und des Instituts für Angewandte Mathematik der Universität Berlin; 1,6, 1933, S. 187–212 (Greifswald, Phil. Diss., 1933)

- Die Entstehung und Entwicklung der Technischen Hochschule. Engelhardt & Bauer, Karlsruhe 1950.

- Die Bibliothek der Technischen Hochschule Fridericiana Karlsruhe. In: Die technische Hochschule Fridericiana Karlsruhe: Festschrift zur 125-Jahrfeier. Technische Hochschule Karlsruhe, Karlsruhe, 1950, S. 264–267 (Digitalisat).

- Die Geschichte der Bibliothek der Technischen Hochschule Fridericiana in Karlsruhe 1905–1952. In: Geschichte der Bibliothek der Technischen Hochschule Fridericiana 1825–1925, Karlsruhe 1965, S. 63–79 (Digitalisat).